# Залужицькі пагорби
Залужицькі пагорби (Zalužická pahorkatina) — гірський масив в Словаччині; геоморфологічна підодиниця масиву Східнословацькі пагорби. Найвища точка — Біла гора (159 м.) Середні висоти — 105 метрів.. Місце розташування — Кошицький край.